# Последовский Хутор
Последовский Хутор — опустевшая деревня в Пронском районе Рязанской области. Входит в Тырновское сельское поселение

## География
Находится в юго-западной части Рязанской области на расстоянии приблизительно 12 км на северо-запад по прямой от районного центра города Пронск на левом берегу реки Проня.

## История
Деревня отмечалась на картах только в советское время (Последовские выселки в 1926 году). В 1985 году уже была охарактеризована как развалины.

## Население
Население отсутствовало как в 2002 году, так и в 2010.